# Johann Gottlieb Graun
Johann Gottlieb Graun, född 27 oktober 1703 i Wahrenbrück, Brandenburg, död 28 oktober 1771 i Berlin, var en tysk violinist och kompositör, bror till sångaren och kompositören Carl Heinrich Graun.
Graun studerade för Johann Georg Pisendel i Dresden samt för Giuseppe Tartini i Padua. 1726 blev han konsertmästare i Merseburg där han bland annat hade Wilhelm Friedemann Bach som elev. Graun började 1732 i den preussiska hovorkestern hos den blivande Fredrik den store där han sedermera blev utnämnd till konsertmästare för Berlinoperan 1740. Som kompositör var Graun mest känd för sin instrumentalmusik, även om han också skrev vokalmusik. Han skrev ett stort antal violinkonserter, triosonater och solosonater för violin med cembalo. Han skrev också två stråkkvartetter, vilka var bland de tidigaste försöken i genren.

## Verk (urval)
- 97 Symfonier
- 17 Franska ouvertyrer
- 6 Sonater för violin och cembalo
- 142 Triosonater
- 60 Konserter för violin och orkester
- Konserter för viola da gamba
- Konserter för oboe och oboe d'amore
- Konserter för flöjt och orkester
- Mässor
- Kantater